# گاربیوتانگکا
گاربیوتانگکا (به لاتین: Garbiutangka) یک منطقهٔ مسکونی در جمهوری خلق چین است که در منطقه خودمختار تبت واقع شده‌است. گاربیوتانگکا
- نفر جمعیت دارد.